# Напільний бік
Напільний бік — звернений до поля, незахищений природними перешкодами бік міст-фортець і феодальних замків. Штучно зміцнювався засіками, ровами, валами, а часто й фортечними стінами.

Будівництво міст-фортець у Стародавній Русі активно почалося наприкінці X — на початку XI століття. Оборонні споруди будували переважно навколо міст і феодальних замків, під час будівництва яких максимально використовували особливості місцевого рельєфу. Розташування міста на височині, природні перепони — річки, болота, яри — надійно захищали поселення з двох, а то й з трьох боків. Незахищений бік, так званий напільний, звернений до поля — рівнинної частини, зміцнювали ровом, наповненим водою, валом, на якому зводили оборонну стіну. Спочатку штучні укріплення споруджували лише з напільного боку. Від XI століття з'явилися й колові — більш надійніші оборонні споруди. Т. М. Нікольська так описує літописне місто Дідославль: 
|  | На південній околиці села Дідилова на мисі високого правого берега річки Шиворонь розташоване велике городище, яке з північного боку захищено валом, зі сходу — широким і глибоким яром.Оригінальний текст (рос.) На южной окраине села Дедилова на мысу высокого правого берега реки Шиворонь находится большое городище, которое с северной напольной стороны защищено валом, с востока — широким и глубоким оврагом |

Подібний опис Воротинська у В. М. Недєліна: 
|  | На самому краю мису містився трикутний дитинець, укріплений з напільного боку земляним валом…Оригінальний текст (рос.) На самой оконечности мыса находился треугольный детинец, укреплённый с напольной стороны земляным валом… |